# Oblast
Oblast (ryska: о́бласть [ˈobɫəsʲtʲ]
 ( lyssna) ’provins, distrikt, område, region, län’) är ett administrativt område i följande länder:
- Belarus (Belarus voblast)
- Bulgarien (Bulgariens oblast)
- Kazakstan (Kazakstans oblystar)
- Kirgizistan (Kirgizistans oblast)
- Ryssland (Rysslands oblast)
- Ukraina (Ukrainas oblast).

Oblast fanns även i Sovjetunionen.